# Butlletí Internacional del Moviment Sindicalista
El Butlletí Internacional del Moviment Sindicalista va ser una publicació periòdica sindicalista que de 1907 a 1913 que estava editada i publicada pel sindicalista comunista llibertari Christiaan Cornelissen, i des del Primer Congrés Internacional Sindicalista, a finals de 1913, per ell mateix, però des de l'Oficina d'Informació Internacional Sindicalista, a Amsterdam. Era la via de comunicació i d'intercanvi de les entitats sindicalistes de dotze països diferents que van participar en el Primer Congrés Internacional Sindicalista. Va deixar de publicar-se l'any 1915, a causa del començament de la Primera Guerra Mundial.
Christiaan Cornelissen en va ser el redactor principal. Havia participat en l'organització del Primer Congrés Internacional Sindicalista i després en va seguint sent el principal redactor, editor i qui publicava el butlletí, en nom de les entitats representades. Entre elles hi havia, per exemple, la CNT, i també l'Associació Lliure de Sindicats d'Alemanya.